# گل‌ساعتی شقایق‌دریایی

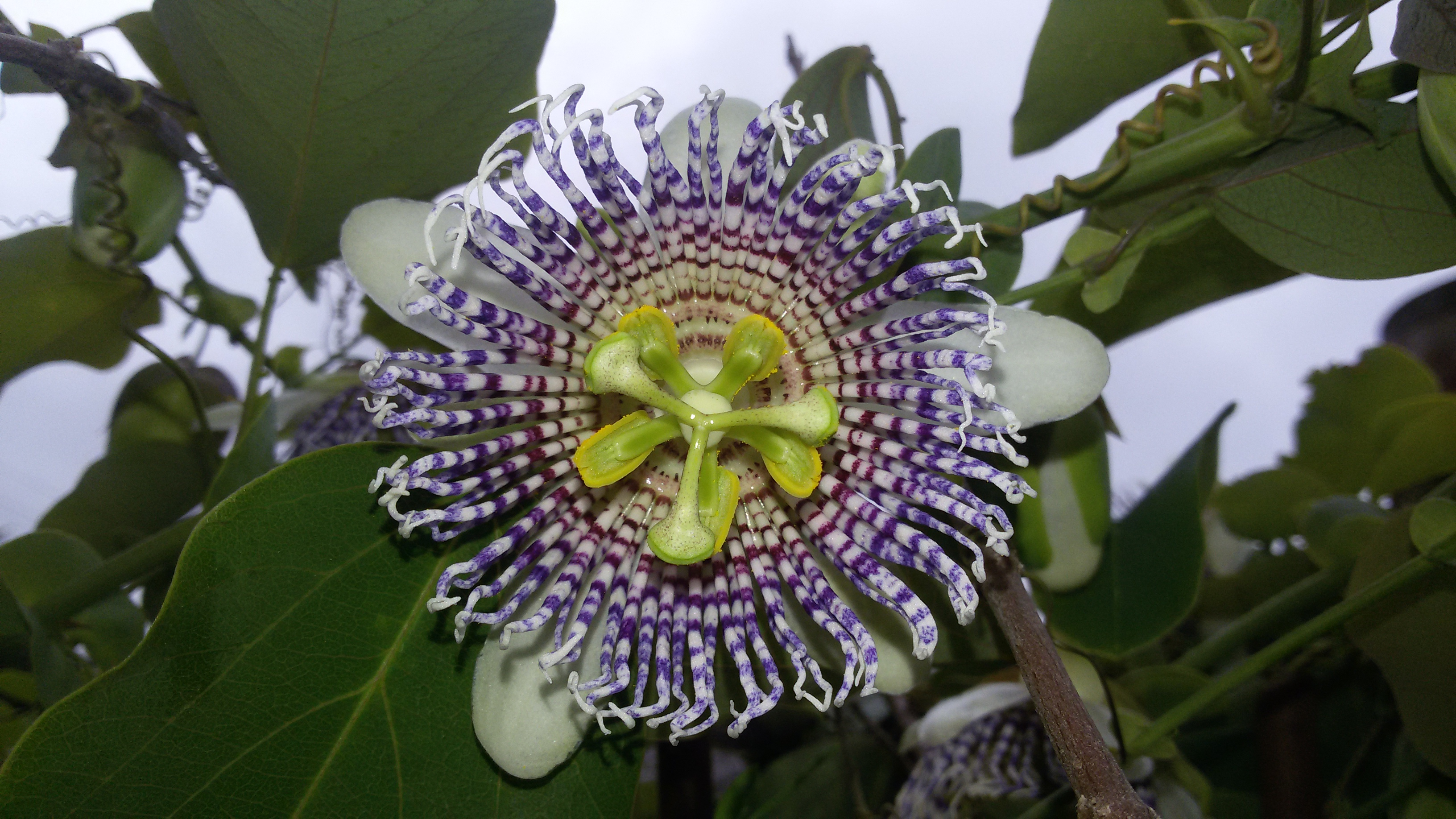
پسیفلرا اکتینیا

گل‌ساعتی شقایق‌دریایی (نام علمی: Passiflora actinia) نام یک گونه از سرده گل ساعت است.